# Plataforma Mars

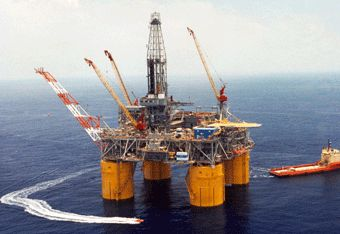
Plataforma Mars

A Plataforma Mars é uma plataforma petrolífera situada no golfo do México em águas do estado de Luisiana.
Com 990,6 metros de altura, e construída no sistema de pernas atirantadas, ultrapassa o Edificio Burj Dubai, que tem 818 metros de altura.
A Plataforma Mars sofreu parada de sua produção devido aos danos provocados pelo furacão Katrina, no final de Agosto de 2005, mas retornou a produção em Maio de 2006 e estava produzindo levemente acima de suas taxas pré-Katrina em Julho de 2006.. A plataforma foi projetada para suportar ondas de 22 m e ventos de 225 km/h simultaneamente; os ventos provocados pelo Katrina, porém, atingiram entre 265 e 280 km/h na região da plataforma. A altura da parte sobre a plataforma foi temporariamente afectada em cerca de 20 m.